# Madrid (Surigao del Sur)
Madrid è una municipalità di quinta classe delle Filippine, situata nella Provincia di Surigao del Sur, nella Regione di Caraga.
Madrid è formata da 14 baranggay:
- Bagsac
- Bayogo
- Linibonan
- Magsaysay
- Manga
- Panayogon
- Patong Patong
- Quirino (Pob.)
- San Antonio
- San Juan
- San Roque
- San Vicente
- Songkit
- Union